# 適雅餐廳

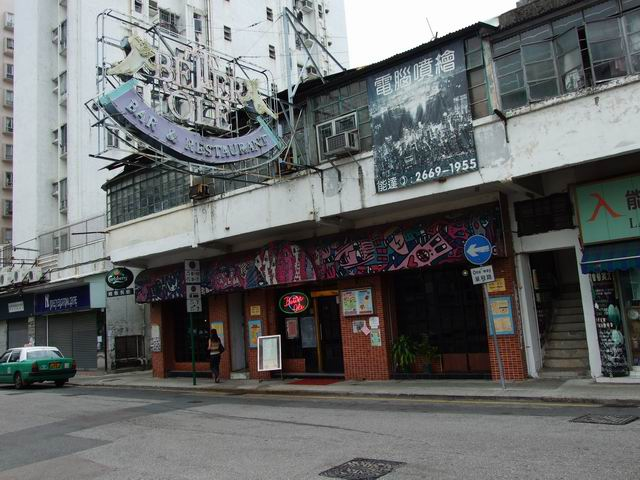
聯和墟已結業的總店

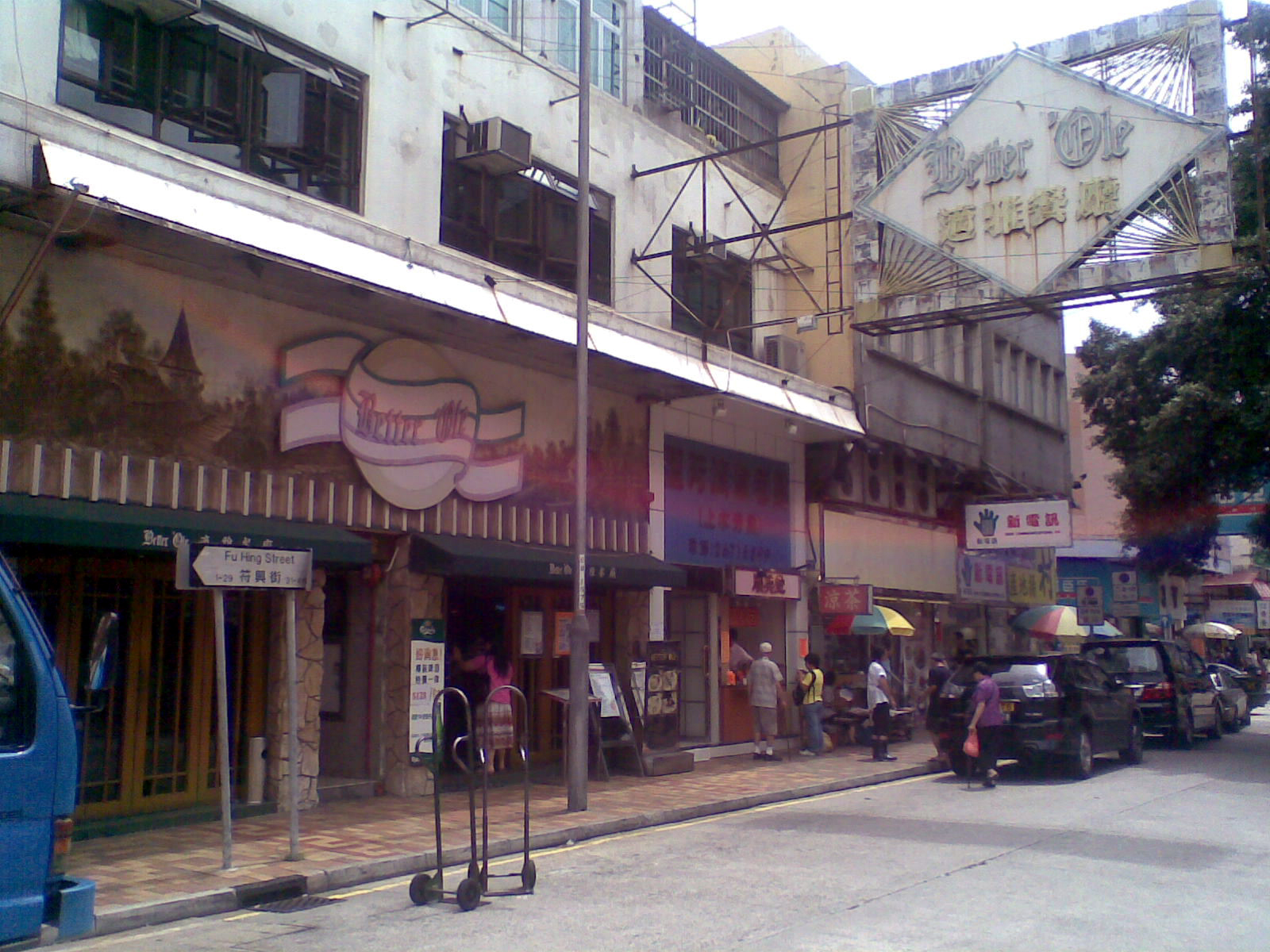
石湖墟適雅餐廳

適雅餐廳又名畢打奥（Better 'Ole Bar & Restaurant），是一個在香港新界北區經營英式酒吧與餐廳的品牌。

## 命名
「畢打奥」是英文「Better 'Ole」的譯音，由「Better Hole」轉化而成，是安全坑洞之意。這名稱是按第一次世界大戰時英國卡通大師 Bruce Bairnsfather的一套作品而來。西方人迷信閃電不會連續兩次擊在同一點上（Flash won't strike the same spot twice），故此在戰塲上炸彈亦不會連續兩次炸中同一目標，所以剛被炸彈炸出來的坑洞應該是最安全的。

## 歷史
「畢打奧」於1947年由退伍英軍哥頓開設，原址在粉嶺火車站旁邊。1962年哥頓返回英國時由一位袁先生接手經營，前舖後居，並加上中文名字「適雅餐廳」。舊舖於1982年因為興建火車站而拆卸搬遷至聯和墟。適雅餐廳後來由袁先生的女兒袁詠筠主理。
該餐廳的總店原位於香港新界粉嶺聯和墟聯發街12至16號地下，酒吧和餐廳完全分隔，酒吧是傳統的英式清吧，於2007年1月14日（星期日）結業，該位置現時已改為安老院。其位於上水石湖墟符興街35-39號地下的分店繼續營業。
粉嶺聯和墟店於2024年3月重開，新址在原聯和市場舊址，和豐街22-26號地下。

## 特色
畢打奥早期供應以扒類為主的傳統英式食物，聯和墟總店回歸前的主要客人是駐港英軍及外籍警司等，屹立粉嶺60年，估計曾接待15萬名駐港英兵。當駐港的英軍撤離時，都會將營徽送給餐廳留念，經歷多年，畢打奥所擁有的營徽共有數百個，全部釘在吧檯的上方，每個營徽各有特色，這些營徽所屬的軍團部分已解散甚或在戰場上全軍覆沒。

## 聯營機構
- 上水適雅餐廳（適雅食品業有限公司）
- 粉嶺適雅餐廳（已結業）
- 大埔適雅餐廳（已結業）
- 聯和墟適雅餐廳（位於囍逸地下）

## 外部連結
- 壹線牽：畢打奥簡介
- 源自英軍的餐廳終於要結業
- 顯赫半世紀周日結業 名餐廳舊物捐博物館 （页面存档备份，存于）